# Tal-Merħla
Tal-Merħla – wzgórze na Malcie, w gminie Rabat o wysokości 210 m n.p.m.